# Len Hutton (lekkoatleta)
Len Hutton, wł. Leonard McPhee Hutton (ur. 13 kwietnia 1908 w Montrealu, zm. 29 września 1976 tamże) – kanadyjski lekkoatleta, specjalista skoku w dal i trójskoku, zwycięzca igrzysk Imperium Brytyjskiego w 1930.
Zwyciężył w skoku w dal (wyprzedzając Reginalda Revansa z Anglii oraz Johannesa Viljoena ze Związku Południowej Afryki) oraz zdobył brązowy medal w trójskoku (za swym kolegą z reprezentacji Kanady Gordonem Smallacombe i Revansem) na igrzyskach Imperium Brytyjskiego w 1930 w Hamilton.
Odpadł w kwalifikacjach skoku w dal na igrzyskach olimpijskich w 1932 w Los Angeles, mając wszystkie skoki nieważne.
Był mistrzem Kanady w skoku w dal w 1927 i 1928 oraz wicemistrzem w 1932.
Był również zawodnikiem futbolu kanadyjskiego. W 1931 zdobył Puchar Greya z drużyną Montreal AAA Winged Wheelers.